# Cadre d'entreprise en France
Pour les articles homonymes, voir Cadre.
Ne doit pas être confondu avec Cadre d'emplois.
Un cadre d'entreprise est un salarié qui peut avoir un statut de cadre moyen, cadre supérieur ou de cadre dirigeant dans une entreprise. Il se différencie des autres statuts que sont les employés, les techniciens et les agents de maîtrise. Le cadre appartient à la catégorie supérieure des salariés. En France, il s'agit d'un statut reconnu par les conventions collectives et le Droit du Travail (pour ce qui relève du privé), qui détermine l'appartenance à une caisse de retraite spécifique, l'AGIRC, et quelques modalités spécifiques du contrat de travail.
Reconnaissant initialement les compétences techniques, administratives et d'encadrement, le statut s'est progressivement élargi à un ensemble de postes de plus en plus nombreux, et a fini par recouvrir une large population, mêlant managers, experts et dirigeants mais aussi simples consultants et jeunes diplômés.
Il s'agit d'une notion désignant des concepts différents selon le point de vue envisagé — que ce soit en termes de statut, de représentation sociale, de rôle dans l'entreprise ou de culture. Un cadre n'a pas forcément un rôle d'encadrement de salariés, il peut avoir un rôle d'encadrement d'un service dans lequel il travaille sans subalternes, voire parfois qu'avec des prestataires de services. Son rôle d'encadrement peut se définir dans les responsabilités que lui a confié l'Entreprise. Communément on dit aujourd'hui qu'un salarié peut être cadre soit par son diplôme (en général de niveau bac+4), soit par son salaire, soit par son rôle d'encadrement, soit par ses responsabilités.
À l'origine, la structure de l'entreprise a été inspirée des structures hiérarchiques définies dans le monde militaire. Dans le monde militaire, il y a les hommes du rang qui vont de 2eclasse à caporal chef, les sous officiers jusqu'à adjudant-chef/major, puis les officiers subalternes, supérieurs et généraux. Ainsi dans le notion d'encadrement de personnes, un technicien peut encadrer des employés, un agent de maitrise peut encadrer des techniciens et des employés/ouvriers, un cadre peut encadrer des agents de maitrises, etc.
Ce concept est plus présent en France que dans les pays anglo-saxons, qui distinguent explicitement « professionals » (experts, cadres moyens), « managers »  (cadres supérieurs) et « executives » (cadres dirigeants, dirigeants), et ne connaissent pas de mot commun pour l'ensemble des trois fonctions.

## Dénomination
Les cadres dirigeants sont des cadres qui assurent des fonctions de direction générale. Le cadre supérieur est généralement en charge d'une équipe de cadres moyens.

## Statut social
D'un point de vue social et culturel, être cadre n'est pas nécessairement lié à l'encadrement d'une équipe. Ainsi le statut de cadre s'accompagne d'une représentation sociale spécifique (notamment pour les instances représentatives du personnel) ou de l'adhésion légale à des régimes particuliers comme celui de l'assurance vieillesse. Il offre symboliquement un certain « rang ». Cette représentation sociale est également associée à certains types de comportements ou d'implication dans le travail ou d'attentes de la société.
Dans l'imaginaire populaire, c'est un salarié ayant des responsabilités importantes dans l'entreprise[réf. nécessaire]. Le mot se réfère aux fonctions d'encadrement, mais pas seulement, notamment pour les ingénieurs. Un cadre peut très bien ne pas avoir de salariés subalternes. À l'inverse, un salarié non cadre comme les agents de maîtrise, contremaîtres, dirige souvent une équipe d'ouvriers.
Chaque convention collective peut donner une définition théorique de la position de cadre dans la hiérarchie d'une société. Par exemple, la convention collective nationale des pompes funèbres (IDCC 759) propose une classification du personnel ouvrier, employé, technicien, agent de maîtrise, et cadre dans l'accord du 25 avril 1996 dans laquelle le cadre est au niveau 5.

## Catégorie socio-professionnelle
Un cadre est un statut de salarié d'une organisation, par opposition aux employés n'ayant pas ce statut. L'INSEE a établi une catégorie socio-professionnelle « Cadres et professions intellectuelles supérieures » avec la définition suivante :

« Cette catégorie regroupe des professeurs et professions scientifiques salariés qui appliquent directement des connaissances très approfondies dans les domaines des sciences exactes ou humaines, a des activités d'intérêt général de recherche, d'enseignement ou de santé. Des professionnels de l'information des arts et des spectacles dont l'activité est liée aux arts et aux médias. Des cadres administratifs et commerciaux d'entreprise, salariés qui ont des responsabilités importantes dans la gestion des entreprises. Des ingénieurs et cadres techniques d'entreprise, salariés exerçant des fonctions de responsabilité qui nécessitent des connaissances scientifiques approfondies. »

En pratique, pour un même métier, une même activité, sur le même projet dans une même équipe d'une même société, le passage d'un employé d'un statut non cadre à un statut cadre s'accompagne généralement d'une différenciation juridico-sociale d'un contrat de travail différent, d'un décompte du temps de travail différent, et de cotisations sociales différentes.

## Statut juridique
Selon la CGT en 2007, le « statut cadre » n’a jamais eu de définition autre que dans la jurisprudence.
Toutefois, pour les entreprises, celui-ci est défini jusqu'en 2008 dans le code du travail par référence aux « conventions collectives de branche ou [au] premier alinéa de l'article 4 de la convention nationale de retraite et de prévoyance des cadres du 14 mars 1947 », dans un article relatif à la diminution du temps de travail. En 2008, cet article est abrogé, et le code du travail fait une distinction entre les cadres dirigeants et autres cadres pour l'application du forfait-heure.
Le « statut cadre » est employé dans de nombreux contextes : avenants des conventions collectives, institutions telles que l’Agirc et l’Apec, ou syndicats dédiés : CFDT Cadres, CFE-CGC (Confédération Française de l'Encadrement - Confédération Générale des Cadres), FO-Cadres, Union générale des ingénieurs, cadres et techniciens CGT, etc.

## Conditions de travail
Hormis quelques exceptions telles qu'on pourrait en trouver dans des secteurs sensibles de haute technologie comme le nucléaire, un cadre n'est pas posté : on parle d'un salarié posté lorsqu'il a des horaires fixes mais un cadre a généralement une certaine autonomie dans la gestion de ses horaires de travail. Ceci ne veut pas dire qu'il fait ce qu'il veut quand il veut en dépit de tout bon sens. L'auto gestion de ses horaires doit rester raisonnable et répondre aux exigences imposées par ses responsabilités. Cette autonomie peut devenir de plus en plus importante selon qu'il est cadre moyen, cadre supérieur ou cadre dirigeant.
Les conditions de travail des cadres se dégradent progressivement durant la fin du XXe siècle,. Le lean management, qui vise à éliminer tout ce qui n'apporte pas de valeur ajoutée pour le client, peut conduire en interne à travailler avec des moyens plus précaires. La méthode d'organisation du travail dite « organisation scientifique du travail » est l'une des premières à s'appliquer non plus aux seuls employés subalternes, mais aussi aux cadres.
Les technologies de l'information et de la communication favorisent l'accroissement du temps pris par le travail sur le temps de vie privée.